# 波佩利
49°18′33″N 23°23′6″E / 49.30917°N 23.38500°E
波佩利（烏克蘭語：Попелі），是烏克蘭的村落，位於該國西部利沃夫州，由德羅霍貝奇區負責管轄，始建於1414年，面積0.49平方公里，人口2,666，人口密度每平方公里53.91人。